# Serrivomer bertini
Serrivomer bertini är en fiskart som beskrevs av Bauchot, 1959. Serrivomer bertini ingår i släktet Serrivomer och familjen Serrivomeridae. Inga underarter finns listade i Catalogue of Life.